# Erlöserkirche (Detmold)

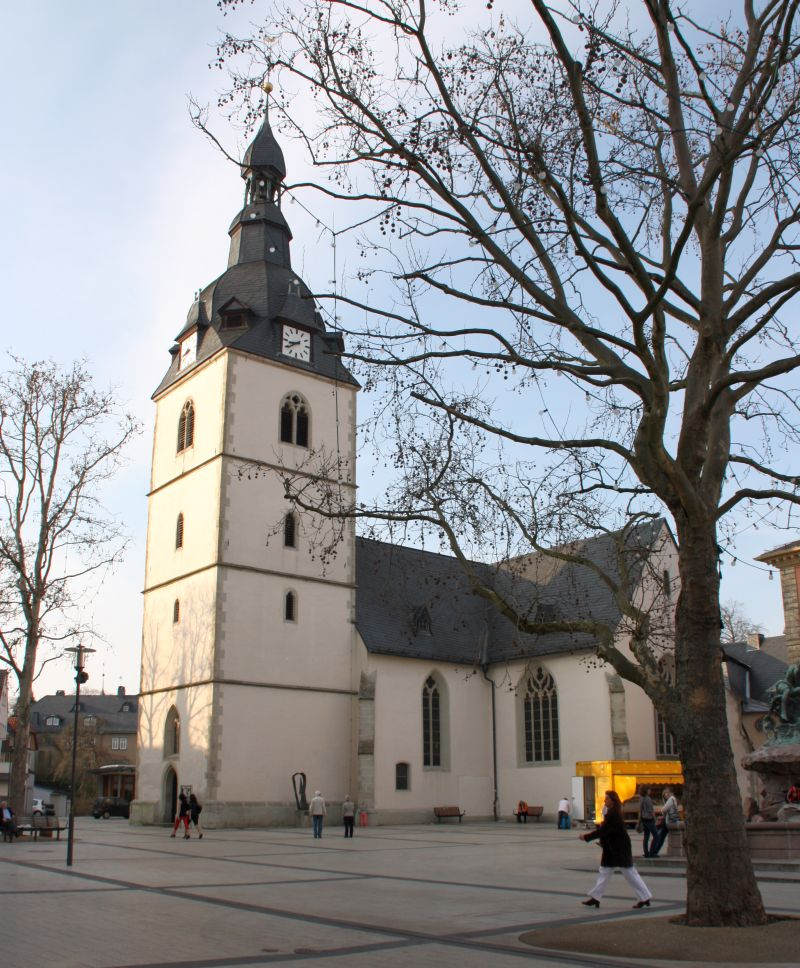
Erlöserkirche in Detmold

Die evangelisch-reformierte Erlöserkirche in Detmold, auch Marktkirche genannt, ist ein spätgotischer Kirchenbau. Sie ist das einzige mittelalterliche Bauwerk der Stadt, das nahezu unverändert erhalten ist.

## Geschichte

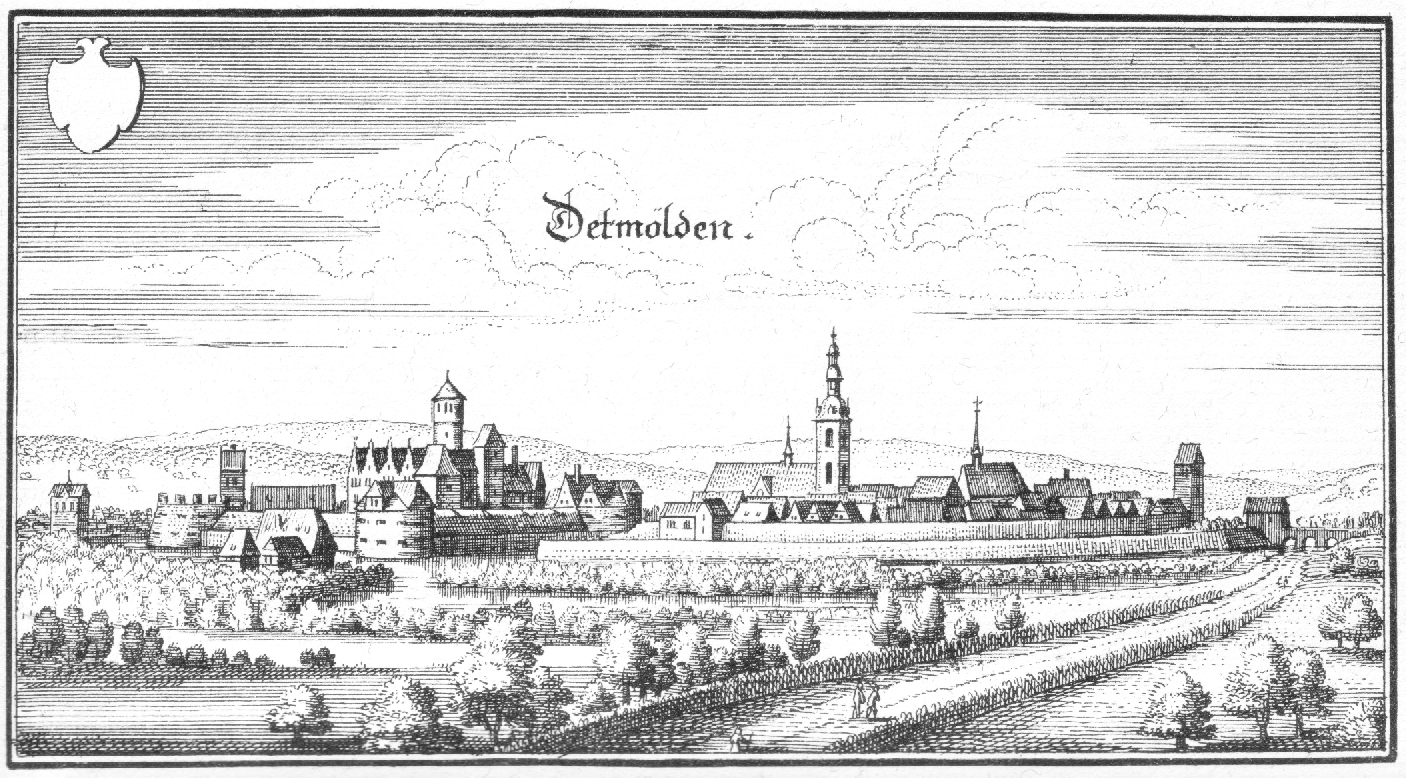
Stadtansicht Detmolds von Matthäus Merian, 1647

Die heutige Erlöserkirche hieß ehemals Vituskirche und wurde wahrscheinlich schon um 800 als Urkirche des Theotmalli-Gaues gegründet. Mauerreste eines Kirchturms aus dem 10. Jahrhundert wurden innerhalb der Westwand des Mittelschiffs der heutigen Kirche entdeckt. Der Bau des Ostchors erfolgte um 1300, während man gegen Ende des 14. Jahrhunderts das Westjoch nach Norden und Süden hin erweiterte. Anfang des 13. Jahrhunderts gehörte die Kirche zum Archidiakonat Paderborn, war dann ab 1264 selbständig und schloss sich im 14. Jahrhundert dem Archidiakonat Lemgo an. Im Jahr 1511 verlegten die Herren zur Lippe ihre Hauptresidenz nach Detmold und waren die prominentesten Gottesdienstbesucher in der Pfarrkirche. 1536 war Simon von Exter der letzte katholische und erste lutherische Pfarrer von Detmold. 1605 führte der dem Calvinismus zugewandte Graf Simon VI. das reformierte Bekenntnis ein und besetzte ab dem Zeitpunkt freiwerdende Pfarrstellen ausschließlich mit reformierten Pfarrern. Seit dieser Zeit ist die zwischen Schloss und Marktplatz gelegene Erlöserkirche das Gotteshaus der reformierten Gemeinde. Ihre letzte Form erhielt die Kirche nach dem verheerenden Stadtbrand vom 26. Januar 1547 unter Beibehaltung des gotischen Baustils. Nachdem von 1564 bis 1592 der Kirchturm an der Südseite errichtet worden war, stellte man um 1596 zwei Turmwächter an, die als Brandwächter im Turm wohnten.

„Kurze Beschreibung des Einschlagens des Gewitters am 5ten Jul. in die lutherische Kirche zu Detmold, und die sonderbare Wirkung des Blitzes in derselben.
So bekannt auch die wunderbaren und unbegreifliche Würkungen des Blitzes sind; so wird es doch gewis meinen Mitbewohnern dieses Landes, und vorzüglich jeden aufmerksamen Beobachter der Elektricität angenehm seyn, wenn ich hier kurz beschreibe, wie vor wenigen Tagen das Gewitter in unsere lutherische Kirche geschlagen und was für sonderbare Verwüstungen der Blitz angerichtet hat. Am 5ten Jul. ohngefähr Mitags um halb ein Uhr kam nemlich ein Gewitter aus Süd-West, welches nur 2 harte Schläge that, und wovon der letzte, ein fürchterlicher Schlag, den Thurm unserer lutherischen Kirche traf. Der Bltzstrahl fuhr ganz oben hinein, und es entstand anfangs ein Dampf, wie mehrere bemerkt haben, welcher sich aber bald wieder verlohr, da es Gittlob doch nur ein sogenannter kalter Schlag gewesen war. Als gleich der Schade näher untersucht wurde, – denn nach dem 2ten Schlage brach sich alsobald das Gewitter, es donnerte nicht weiter und der Himmel klärte sich auf – so fand man, daß der Blitz oben am Thurm etwas Bley geschmolzen, viele Schiefersteine, die weit umher geflogen waren, auch mehrere Fenster am Thurm zerschmettert hatte. In der 3ten Kuppel des Thurms, von oben, hatte der Blitz einen dicken Balken nach Nord-Ost hin, ganz abgeschlagen, war an einem entgegenstehenden Balken abgesprungen, hatte ihn nur eben berührt und ein wenig gespalten. Von da war er dahin gefahren, wo die Glocken hangen, und hatte nichts weiter beschädigt, als unten nur ein Paar Dielen am Beschutz, wodurch er weiter herunter gegangen war, hatte da ein Brett nach der Kirche hin zerschmettert, und war aus dem Thurm, durch das Kirchdach und durch das Gewölbe, worin er nur ein kleines Loch grade über der Kanzel gemacht hatte, in die Kirche selbst gedrungen.00In der Kirche hatte sich höchst wahrscheinlich der Blitzstrahl zertheilt, welches daraus zu schließen ist, daß er an mehreren ganz abgelegenen Stellen, wo er unmöglich von einem Orte zum anderen abspringen konnte, verschiedenes von der Stukkaturarbeit verdorben und kleine Löcher in die Wände geschlagen hat. So hat er gleich oben und unten auf beyden Seiten der Kanzel mehrere Stücke von der Stukkaturarbeit abgeschlagen und ist dem darin befindlichen Draht gefolgt, welcher da, wo sich Löcher befanden, geschmolzen war.00Darauf hat er sich vorzüglich nach der Seite der Orgelprieche gewandt, wo er sowohl oben als unten, besonders unter der Orgeltreppe und in einem kürzlich neu  angelegtem Stuhle stärkere Verwüstungen in der Wand angerichtet hat; ist an der Wand fortgegangen bis an die Hauptthür, und hat hin und wieder Stücken abgerissen. Von den vielen Fensterscheiben, die in und an der Kirche sind, sind nur wenige gesprungen, und inwendig in der Kirche ist die eine Seite nach der Herrschaftlichen Prieche hin gänzlich verschont geblieben.00Sonderbar ists, daß man an der Kanzel, die doch grade unter dem Loche liegt, wodurch der Blitz in die Kirche gefahren war, wiewohl die Decke der Kanzel mit allerley Gipsfiguren und Stukkaturarbeit gleichsam belastet ist, weiter nichts beschädigt fand, als daß nur unten ein kleiner Splitter vom Holze abgesprungen war.00Auch ist die Orgel, in deren Reihe gleichfalls der Blitz viel verwüstet hatte, ganz unverletzt geblieben.00Unter der Kanzel war der Blitz an einem Stab Eisen, das aber unverletzt geblieben ist, erst in die Wand, dann unten in die Erde gegangen.
Die Kirche war, als sie bald nach dem Einschlagen geöffnet wurde, so voll von Dampf und Schwefelduft, daß man gar nicht darin ausdauern konnte, weswegen gleich, sobald man bemerkte, daß nichts brannte, alle Thüren offen gemacht wurden, wo sich denn der Dunst nach und nach verlohr.“

Gegen Ende des 19. Jahrhunderts zählten die Mitglieder der reformierten Stadt- und Landgemeinde Detmolds insgesamt rund 13.000 Personen. Ihnen stand als einzige Kirche die Pfarrkirche am Marktplatz zur Verfügung, die jedoch nur 1.300 Sitzplätze besaß. Im Jahr 1903 trennte sich die reformierte Gemeinde Detmold in eine Stadt- und eine Landgemeinde. Die Landgemeinde behielt die Pfarrkirche am Marktplatz, während für die Stadtgemeinde die Christuskirche auf dem Kaiser-Wilhelm-Platz gebaut wurde. Den Namen Erlöserkirche bekam die ehemalige Marktkirche allerdings erst 1947.

## Architektur

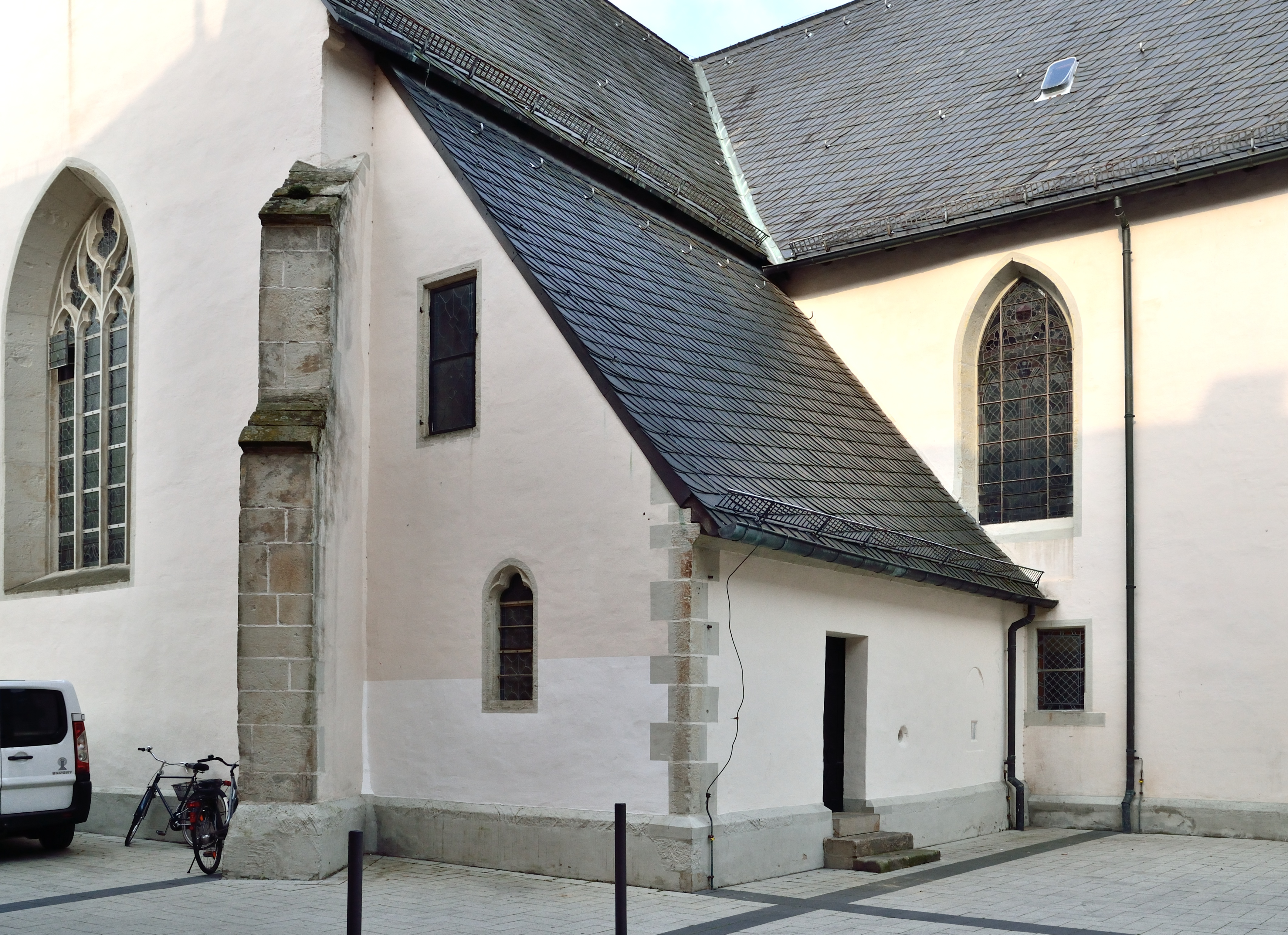
Gerkammer

Die dreischiffige spätgotische Hallenkirche westfälischen Typs stammt aus dem 16. Jahrhundert, besitzt einen rechteckigen, nach Osten ausgerichteten Chor und einen ab 1564 errichteten südlich vorgebauten Turm, der 1592 einen Renaissancehelm erhielt. Der viergeschossige quadratische Turm ist bis zur Helmspitze 46 m hoch. Der Sockel wird durch eine kräftige Schräge abgesetzt, während die einzelnen Geschosse durch gotische Gesimse markiert werden.
Der 24,7 m breite und 18 m lange Innenraum ist calvinistisch schlicht gestaltet und wird von zwei kurzen mächtigen Pfeilern dominiert, die neben entsprechenden Wandvorlagen das Gewölbe tragen. Von der Wand im Westen bis zum Chor im Osten sind drei Joche zu erkennen, während der Raum nach Süden und Norden hin jeweils durch zwei mit Schlusssteinen verzierte Joche getrennt ist. Fünf der Schlusssteine wurden 1957 vom lippischen Künstler Karl Ehlers in Form von Glasmosaiken gestaltet.

## Ausstattung
Die spitzbogigen spätgotischen Fenster im Chor und in der Westwand ähneln im oberen Teil einem vierblättrigen Kleeblatt. Das jüngste Fenster befindet sich an der Nordseite und ist ein Geschenk des letzten regierenden Fürsten Leopold IV., wie aus der Inschrift erkennbar ist. An der Nordseite des Chorbogens befindet sich der rund 1 m hohe Taufstein aus dem Jahr 1579, der in Form eines Pokals gestaltet ist. Er ist mit einem Blattrankenrelief verziert, sein Schaft weist gedrehte Kanneluren auf und die Messingtaufschale trägt eine Inschrift in Plattdeutsch (Titus 3, Vers 5–6). An der Südseite des Chorraums befindet sich die ebenholzfarbige geschnitzte Barockkanzel aus der zweiten Hälfte des 17. Jahrhunderts. Die fünfseitige Kanzel ruht auf einer einfachen Rundsäule und darüber ist ein sechseckiger Schalldeckel angebracht.
Der Turmraum der Kirche enthält zwei Epitaphe, die an alte lippische Adelsfamilien erinnern. Auf der Westseite des Turms befindet sich das in dunklen Tönen gehaltene Epitaph der Margarete von Schwarz geb. von Kerssenbrock (gestorben 1567). Seitlich davon erkennt man die Wappen der Familien Schwarz und Kerssenbrock. Vermutlich handelt es sich um ein Frühwerk des Lemgoer Meisters Hermann Wulff aus den Jahren 1567/68. Das zweite Epitaph ist der Anna von Zerssen, geb. Werpup (gestorben 1586), und ihrer Familie gewidmet und ist mit reichem Wappenschmuck versehen.
Eine an die Nordseite des Chors angebaute Gerkammer diente von 1629 bis 1854 als Grablege des Hauses Lippe. Anhaltende Raumnot machte es erforderlich, dass Särge teilweise gestapelt oder in den Keller geschafft wurden. Das führte schließlich dazu, dass die ehemalige Grotte am Friedrichstaler Kanal zum Mausoleum für das Fürstenhaus umgebaut wurde.

### Orgel

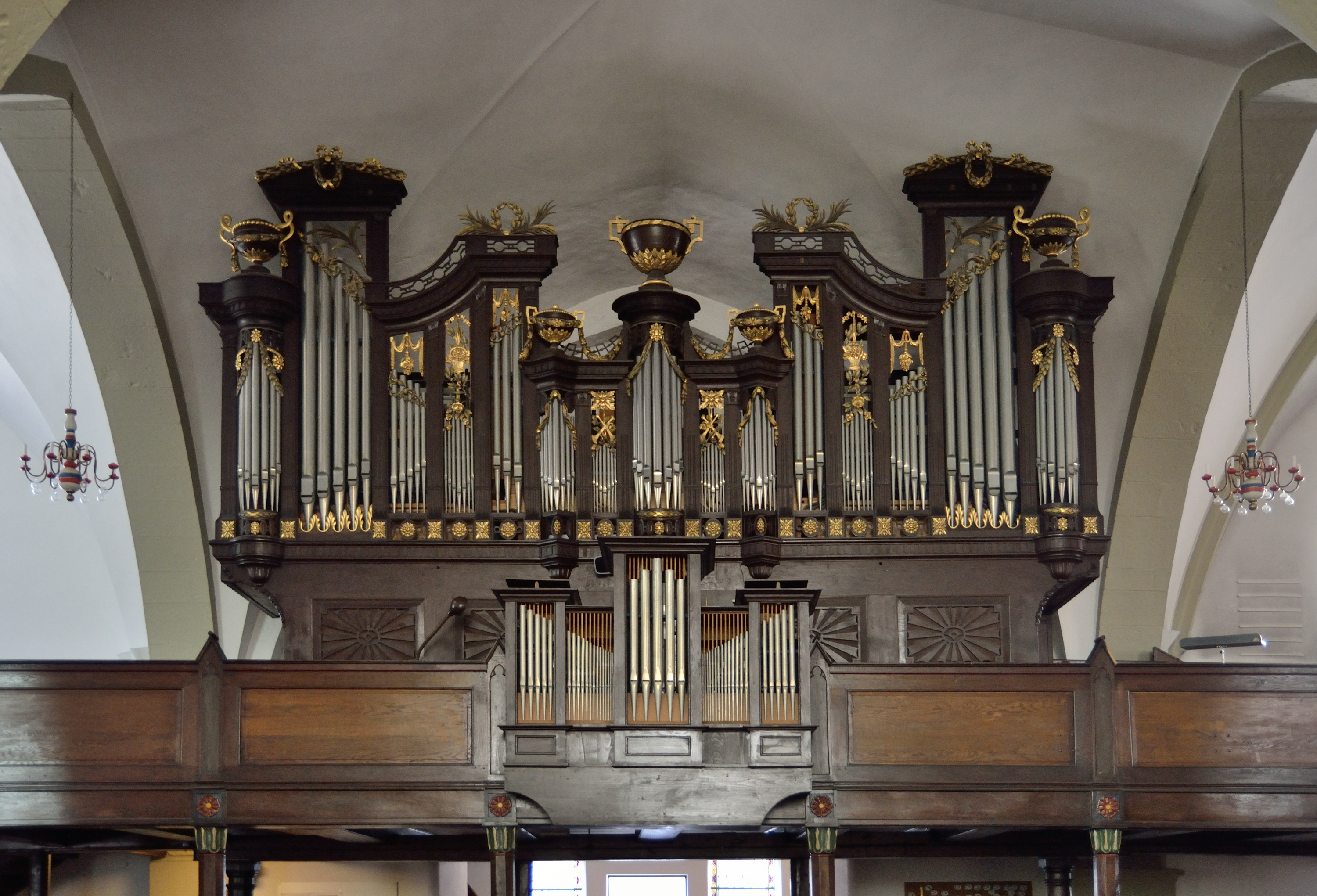
Oestreich-Orgel

Auf der Westempore steht die mit einem reichgegliederten spätbarocken Prospekt geschmückte Orgel, die 1795 vom Orgelbauer Johann-Markus Oestreich erbaut wurde. 1962 wurde sie erneuert und erweitert. Das Instrument hat 40 Register (rund 2.500 Pfeifen) auf drei Manualen und Pedal. Die Spiel- und Registertrakturen sind mechanisch.
| I Hauptwerk C– |               |       |
|                | Bourdon       | 16′   |
|                | Principal     | 8′    |
|                | Gemshorn      | 8′    |
|                | Unda maris    | 8′    |
|                | Rohrflöte     | 8′    |
|                | Octave        | 4′    |
|                | Spitzflöte    | 4′    |
|                | Gedackt       | 4′    |
|                | Quinte        | 2 ⁄3′ |
|                | Octave        | 2′    |
|                | Kornett IV    |       |
|                | Mixtur III-IV | 2′    |
|                | Cymbel III    | 1′    |
|                | Trompete      | 8′    |

| II Oberwerk C– |            |       |
|                | Gedackt    | 8′    |
|                | Quintatön  | 8′    |
|                | Salicional | 8′    |
|                | Octave     | 4′    |
|                | Dousflöte  | 4′    |
|                | Octave     | 2′    |
|                | Flageolett | 2′    |
|                | Quintflöte | 1 ⁄3′ |
|                | Mixtur III | 1′    |
|                | Krummhorn  | 8′    |
|                | Tremulant  |       |

| III Rückpositiv C– |                    |        |
|                    | Rohrpommer         | 8′     |
|                    | Koppelflöte        | 4′     |
|                    | Rohrnasat          | 2 ⁄3′  |
|                    | Terz               | 1 3⁄5′ |
|                    | Jauchzend Pfeif II | 1′     |
|                    | Kopfregal          | 8′     |
|                    | Tremulant          |        |

| Pedal C– |                 |       |
|          | Prinzipalbaß    | 16′   |
|          | Subbaß          | 16′   |
|          | Octavbass       | 8′    |
|          | Gedacktbass     | 8′    |
|          | Octave          | 4′    |
|          | Schwiegelpfeife | 2′    |
|          | Mixtur V        | 2 ⁄3′ |
|          | Posaune         | 16′   |
|          | Trompete        | 8′    |
|          | Trompete        | 4′    |

- Koppeln: II/I, III/I, I/P, II/P, III/P

### Glocken
Die große Glocke, Feuerglocke genannt, 1568 von Hans Rabe gegossen, Ton es′, konnte sowohl im Ersten als auch im Zweiten Weltkrieg gerettet werden; sie ist die älteste Glocke der Stadt. Die zweite Glocke wurde im Ersten Weltkrieg eingeschmolzen. Seit 2005 tritt an ihre Stelle die neue Friedensglocke der Glockengießerei Rincker mit 1.200 Kilogramm Gewicht und dem Ton f′.